# 棕背川滇杜鹃
棕背川滇杜鹃（学名：Rhododendron traillianum var. dictyotum）为杜鹃花科杜鹃花属下的一个变种。

## 扩展阅读
- 維基物種上的相關：棕背川滇杜鹃